# Кеймада-Нова
Кеймада-Нова (порт. Queimada Nova) — муніципалітет в Бразилії, входить в штат Піауї. Складова частина мезорегіону Південний схід штату Піауї. Входить в економіко-статистичний мікрорегіон Алту-Медіу-Канінде. Населення становить 8969 осіб на 2006 рік. Займає площу 1 499,865 км². Щільність населення — 6,0 чол./км².

## Статистика
- Валовий внутрішній продукт на 2003 становить 12.193.141,00 реалів (дані: Бразильський інститут географії та статистики).
- Валовий внутрішній продукт на душу населення на 2003 становить 1.405,23 реалів (дані: Бразильський інститут географії та статистики).
- Індекс розвитку людського потенціалу на 2000 становить 0,532 (дані: Програма розвитку ООН).